# الکساندر گلد
 الکساندر گلد (انگلیسی: Alexander Gould؛ زادهٔ ۴ مهٔ ۱۹۹۴) یک هنرپیشه، و صدا پیشه اهل ایالات متحده آمریکا است. وی از سال ۲۰۰۰ میلادی تاکنون مشغول فعالیت بوده‌است.
از فیلم‌ها یا برنامه‌های تلویزیونی که وی در آن نقش داشته است می‌توان به در جستجوی نمو اشاره کرد.